# П'ятниця, 13-те: Новий початок
П'ятниця, 13-те: Новий початок (англ. Friday the 13th: A New Beginning) — американський фільм жахів режисера Денні Стейнманна.

## Сюжет
Томмі Джарвіс, який поклав кінець подвигам зловісного Джейсона, ніяк не може викинути зі своєї голови ті трагічні події. Для реабілітації Томмі посилають у психіатричну клініку. На його очах один із пацієнтів вбиває свого товариша і тікає з лікарні. Проходить кілька років. Томмі стає дорослим. Незабаром розігрується нова трагедія: у містечку починають загадковим чином гинути підлітки. Зрештою з'ясовується, що вбивцею є водій машини «Швидкої допомоги» Рой, який просто копіює Джейсона.

## У ролях
| Актор                 | Роль                  |
| --------------------- | --------------------- |
| Мелані Кіннаман       | Пем Робертс           |
| Джон Шеперд           | Томмі Джарвіс         |
| Шавар Росс            | Реджі                 |
| Річард Янг            | Метт                  |
| Марко Ст. Джон        | шериф Кел Такер       |
| Джульетт Каммінс      | Робін                 |
| Керол Локателл        | Етель Хаббард         |
| Вернон Вашінгтон      | Джордж                |
| Джон Роберт Діксон    | Едді                  |
| Джеррі Павлон         | Джек                  |
| Каскі Свейм           | Дюк                   |
| Марк Вентуріні        | Віктор Дж. Фейден     |
| Ентоні Барріл         | Вінні                 |
| Домінік Брашіа        | Джоі                  |
| Тіффані Хельм         | Віолет                |
| Річард Лайнбек        | заступник Додд        |
| Корі Фельдман         | Томмі у віці 12 років |
| Сюзанн Бейтман        | медсестра Йейтс       |
| Боб ДеСімоне          | Біллі                 |
| Джир Філдс            | Аніта                 |
| Рік Манчіні           | мер Кобб              |
| Мігель А. Нуньес мол. | Демон                 |
| Корі Паркер           | Піт                   |
| Ребекка Вуд           | Лана                  |
| Рон Слоун             | Джуніор Хаббард       |
| Дебі Сью Вурхіс       | Тіна                  |
| Діком Ваянд           | Рой                   |
| Тодд Брайант          | Нейл                  |
| Кертіс Коневей        | Лес                   |
| Сонні Шилдс           | Реймонд               |
| Едді Метьюз           | другий заступник      |
| Чак Веллс             | третій заступник      |